# Oberer Wöhrd
Der Obere Wöhrd ist die westliche von zwei Flussinseln in der Donau im Stadtgebiet der deutschen Stadt Regensburg, deren westliches Ende man früher als das Wehrloch bezeichnete. Die östliche Insel nennt sich Unterer Wöhrd.

## Lage, Geschichte und Anbindung
Zwischen Flusskilometer 2.381,3 und 2.377,8 der Donau liegen die beiden Inseln Oberer Wöhrd und Unterer Wöhrd im Stadtgebiet von Regensburg. Mit einer Fläche von etwa 29 Hektar und einer Länge von rund 1,95 km ist die westliche der beiden Donauinseln, der Obere Wöhrd, die größere der beiden Donauinseln.
Der Obere Wöhrd hat sich erst nach 1304 gebildet. Bis dahin floss die Naab östlich des Donaubogens auf Höhe von Regensburg über mehrere Kilometer parallel zur Donau nach Osten, vereinigte sich südlich von Stadtamhof mit dem Regen und dann noch etwas weiter südöstlich mit der Donau. Zwischen den über mehrere Kilometer parallel verlaufenden Flüssen Donau und Naab gab es eine zusammenhängende, schmale Landzunge. Die Landzunge begann im Westen am Donaubogen auf Höhe der noch heute bestehenden kleinen Insel bei Mariaort. Die Landzunge verlief nach Osten, umfasste die heutigen beiden damals noch zusammenhängenden Donauinseln Oberer und Unterer Wöhrd und endete dort, wo die Naab auf den von Nord nach Süd verlaufenden Regen traf und sich die beiden Flüsse vereinigten. In der Zeit, als das römische Legionslager Castra Regina gebaut wurde, kam es zwischen den heutigen Standorten von Steinerner Brücke und Eiserner Brücke zu einem Durchbruch der Landzunge zwischen Naab und Donau und es bildete sich die heutige Donauinsel Unterer Wöhrd.
Ein zweiter Durchbruch erfolgte 1304 nahe am Donaubogen auf Höhe der Orte Pfaffenstein und Winzer. Ausgelöst durch eine Flutkatastrophe durchbrach die Donau  erneut die Landzunge und schuf die neue heutige Donauinsel Oberer Wöhrd. Das Flussbett der Naab wurde danach zum neuen nördlichen Flussarm der Donau und die Mündung der Naab in die Donau bildete sich neu aus etwas südwestlich des Donaubogens am heutigen Mündungsort der Naab in die Donau bei Mariaort.
In der Folgezeit nach Bildung der neuen Insel Oberer Wöhrd zeigte sich, dass der neue Nordarm der Donau mehr Wasser führte als der Südarm. Das war für die bayerische Schifffahrt vorteilhaft, denn das Nordufer des Nordarms war bayerisches Staatsgebiet. Dagegen erschwerte sich für die Stadt Regensburg die Anlandung von Schiffen am Südufer des südlichen Arms der Donau. Für Regensburg aber waren unbehinderte Schifffahrt und Anlandungen auf dem Südarm mit Geldeinnahmen aus Lände- und Zollrechten lebensnotwendig. Damit begann der lang andauernde Streit zwischen Bayern und Regensburg um die wasserbauliche Gestaltung des Westzipfels des Oberen Wöhrds, den man seitdem das Wehrloch nannte.

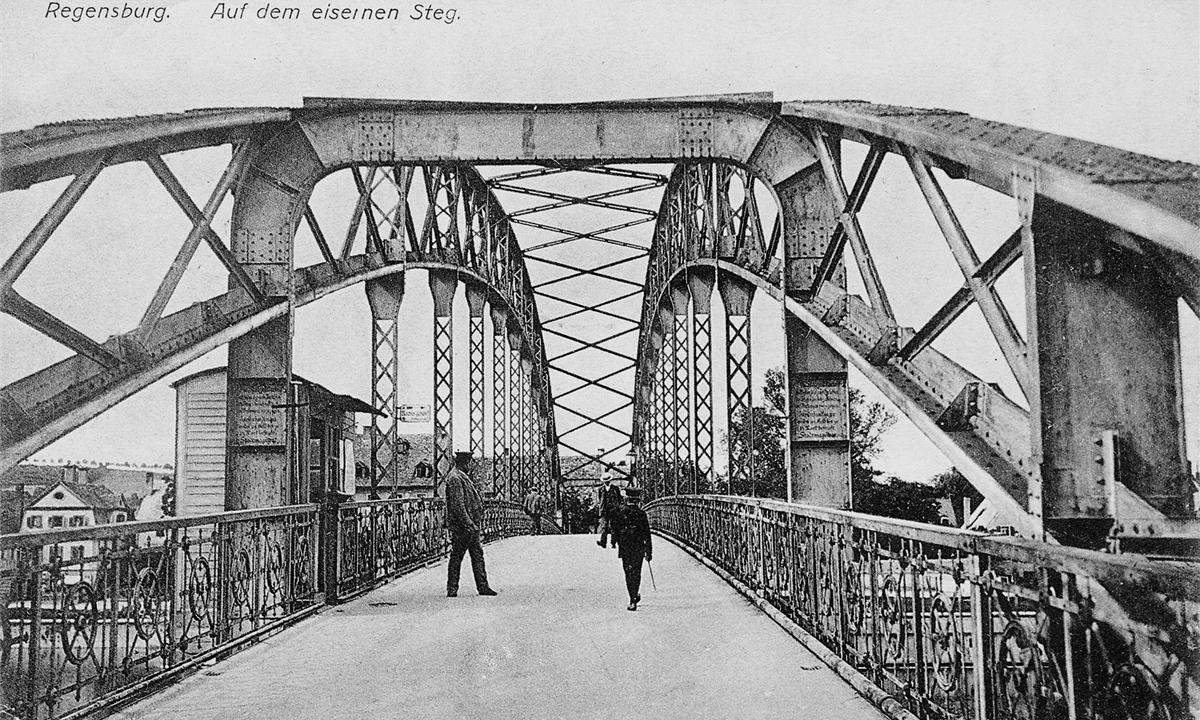
Ursprünglicher Eiserner Steg, erbaut 1902, zerstört 1945

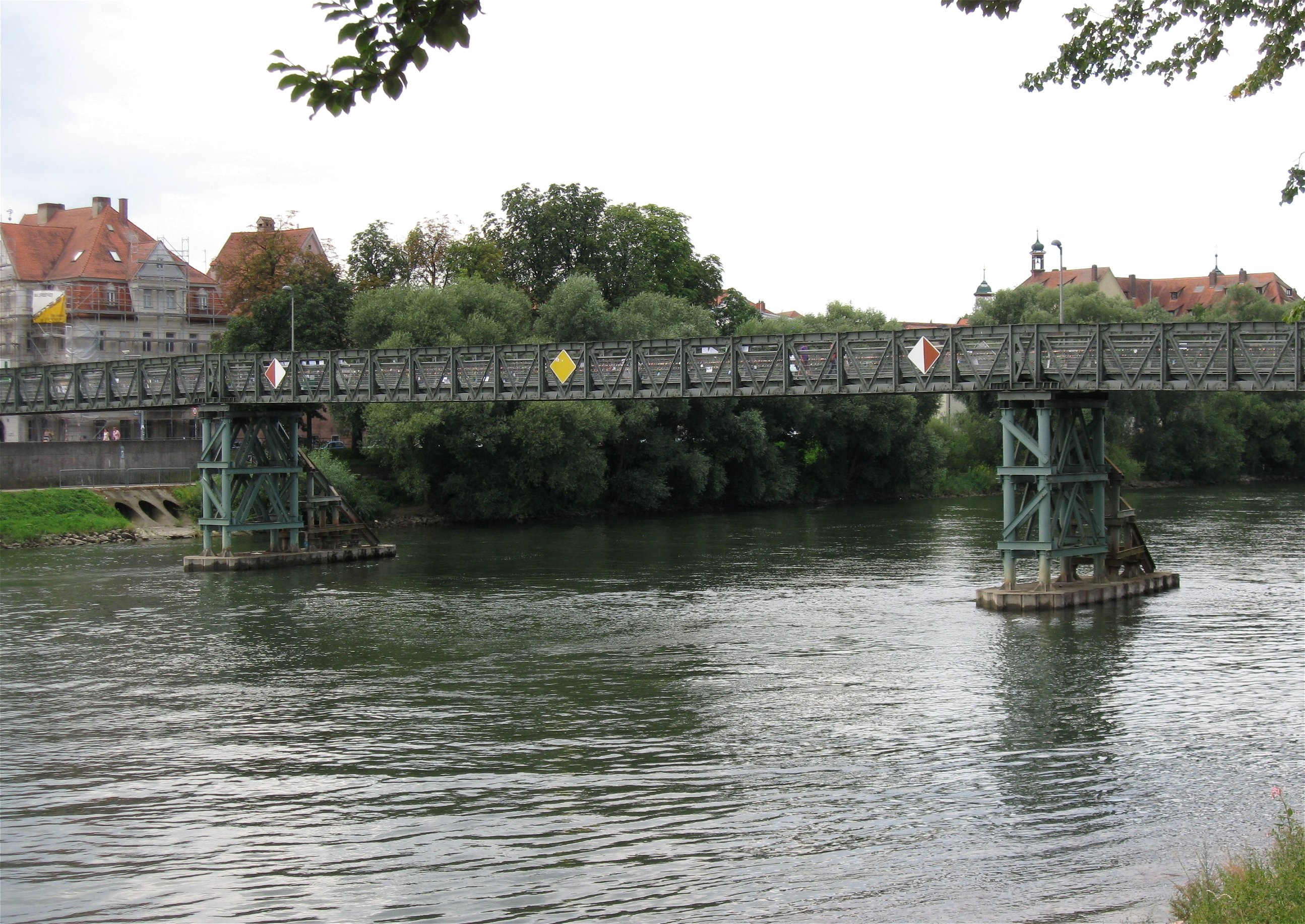
Heutiger Eiserner Steg, erbaut 1948, heute unter Denkmalschutz

Die Stadt Regensburg versuchte immer wieder durch Wehrbaumaßnahmen am Westzipfel der neuen Donauinsel, dem Wehrloch, den Wasserzufluss zum Südarm der Donau zu verstärken. Damit wurden natürlich auch der Pegel und die Schiffbarkeit des Nordarms beeinflusst, so dass es die Reichsstadt Regensburg in der Hand hatte, den bayerischen Salzhandel auf dem Nordarm und die Anlandung am Nordufer zu erschweren. 1753 eskalierte der Streit und bayerische Bautrupps zerstörten in siebenwöchiger Arbeit die von Regensburg am Wehrloch errichteten Bauwerke.
Daraufhin verhinderte Regensburg die Durchfahrt der bayerischen Salzzüge unter der Steinernen Brücke mit Ketten oder kappte sogar die Taue der Salzzüge. Der Streit endete auch nicht, nachdem 1597 am bayerischen Nordufer der heutige Andreasstadel als bayerisches Salzmagazin erbaut worden war. Mit dem Bau dieses Stadels konnte der Regensburger Zoll für Salz beim Transport auf der Donau von Salzburg zu den bayerischen Orten weiter donauaufwärts umgangen werden. Jedoch musste dafür der Salztransport eine Strecke über bayerisches Land nördlich der Donau erfolgen, bis wieder die Wasserläufe von Naab und Vils genutzt werden konnten.
1977 wurde der Westzipfel des Oberen Wöhrds durch das Kraftwerk Regensburg überbaut. Heute erstreckt sich der Obere Wöhrd vom Kraftwerk bis zur Steinernen Brücke und noch etwa 400 Meter östlich darüber hinaus. Dieser östliche Zipfel des Oberen Wöhrds wird heute Jahninsel genannt, weil sich dort früher ein Gelände des Sportvereins Jahn Regensburg befand.

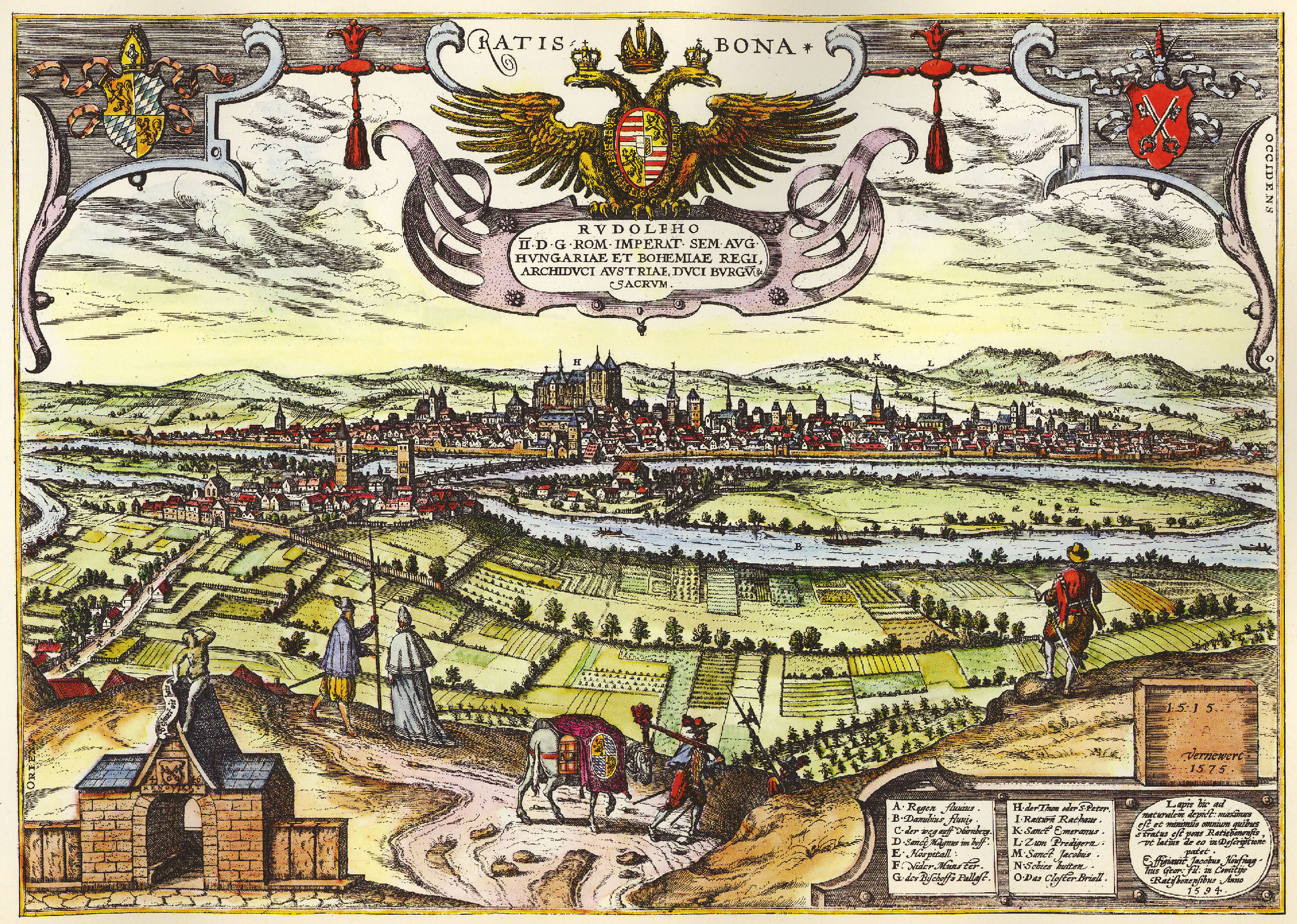
Blick von Norden auf den Oberen Wöhrd mit Stadtamhof und Regensburg (1594). Links der Steinernen Brücke: Unterer Wöhrd

Bis um 1500 konnte die Verkehrsverbindung vom Oberen Wöhrd zur Regensburger Altstadt und auch nach Stadtamhof nur per Boot erfolgen, denn es gab bis 1500 vom Oberen Wöhrd aus keinen einfachen Aufgang zur Steinernen Brücke. Erst nach 1500 gab es die Möglichkeit, über einen zwischen den Jochen 10 und 11 von der Steinernen Brücke westlich abzweigenden Auf- bzw. Abgang sowohl das Stadtgebiet von Regensburg als auch das Stadtgebiet von Stadtamhof fußläufig zu erreichen. Statt der heutigen, seitlichen, recht steilen Stahlbetonbrücke gab es früher dort nur einen hölzernen Auf- bzw. Abgang, der bei Hochwasser und Eisgang meist zerstört und bei kriegerischen Bedrohungen entfernt wurde. Während des Dreißigjährigen Krieges fiel hier eine Entscheidung, als im Jahr 1634 während der Belagerung der schwedisch besetzten Stadt  Regensburg durch kaiserlich-bayerische Truppen zunächst der Obere Wöhrd erobert wurde, um von dort aus  die Steinerne Brücke mit Hilfe von Leitern zu erreichen. Die Aktion gelang und führte letztlich zur Kapitulation der Schweden, weil die angreifenden kaiserlich-bayerischen Truppen von der Brücke aus sowohl das städtische Brücktor beschießen konnten als auch den in Stadtamhof kämpfenden schwedischen Truppen in den Rücken fallen und auch deren Nachschub unterbrechen konnten.
Im 19. Jahrhundert gab es zusätzlich zur Steinernen Brücke auch Fährverbindungen sowohl über den Südarm der Donau mit Anlandung bei der Kirche St. Oswald als auch über den Nordarm der Donau nach Stadtamhof. Ab 1902 war der Obere Wöhrd auch von der östlichen Regensburger Altstadt aus fußläufig erreichbar. Damals wurde der Eiserne Steg als pfeilerlose Bogenbrücke mit einer Spannweite von 114 m über den Südarm der Donau erbaut. Für die Nutzung der Brücke wurde ein Brückenzoll erhoben, der von den Bewohnern des Oberen Wöhrd abgelehnt und zu einem jahrelangen Streitfall wurde. Bei Großveranstaltungen auf dem Oberen Wöhrd, die nach 1930 nach Errichtung der Jahnturnhalle (sogenannte RT-Halle) stark zunahmen, kam die Brücke manchmal an ihre Belastungsgrenze.
Die Eiserner Steg genannte Bogenbrücke wurde am Ende des Zweiten Weltkrieges so zerstört, dass eine Wiedererrichtung nicht möglich war. Als provisorischer Übergang wurde ein Fußgängersteg auf zwei Strompfeilern errichtet. Als Steg wurde eine ehemalige deutsche Wehrmachtsbrücke (LZ-Brücke) verwendet. Dabei handelte es sich um eine geschraubte Fachwerkkonstruktion aus Stahl, die in Zweitverwendung mit je zwei Aufgängen auf den Resten der Kalksteinrampen des ehemaligen Eisernen Stegs gelagert und 1948 fertig gestellt wurde. Für Fußgänger und Radfahrer ist dieser Eiserne Steg, der den Südarm der Donau quert, eine angenehme Verbindung zur Regensburger Altstadt. Der ehemals als Provisorium geplante Steg ist heute als Denkmal eingetragen unter D-3-62-000-1747 in der Liste der Baudenkmäler in Regensburg-Wöhrde.
Seit die Steinerne Brücke für Kraftfahrzeuge gesperrt wurde, kann der Obere Wöhrd mit Kraftfahrzeugen nur über den von Stadtamhof kommenden Pfaffensteiner Steg, der den Nordarm der Donau quert, erreicht werden. Ein weiterer Zugang zum Oberen Wöhrd ist auch von Westen her möglich. Dort am westlichen Ende des Oberen Wöhrds sind die Wehrbrücken des Kraftwerks Regensburg für Fußgänger und Radfahrer freigegeben. Sie queren dort den Süd- und den Nordarm der Donau und haben auch einen Abgang zum Oberen Wöhrd.

## Nutzung und Bebauung

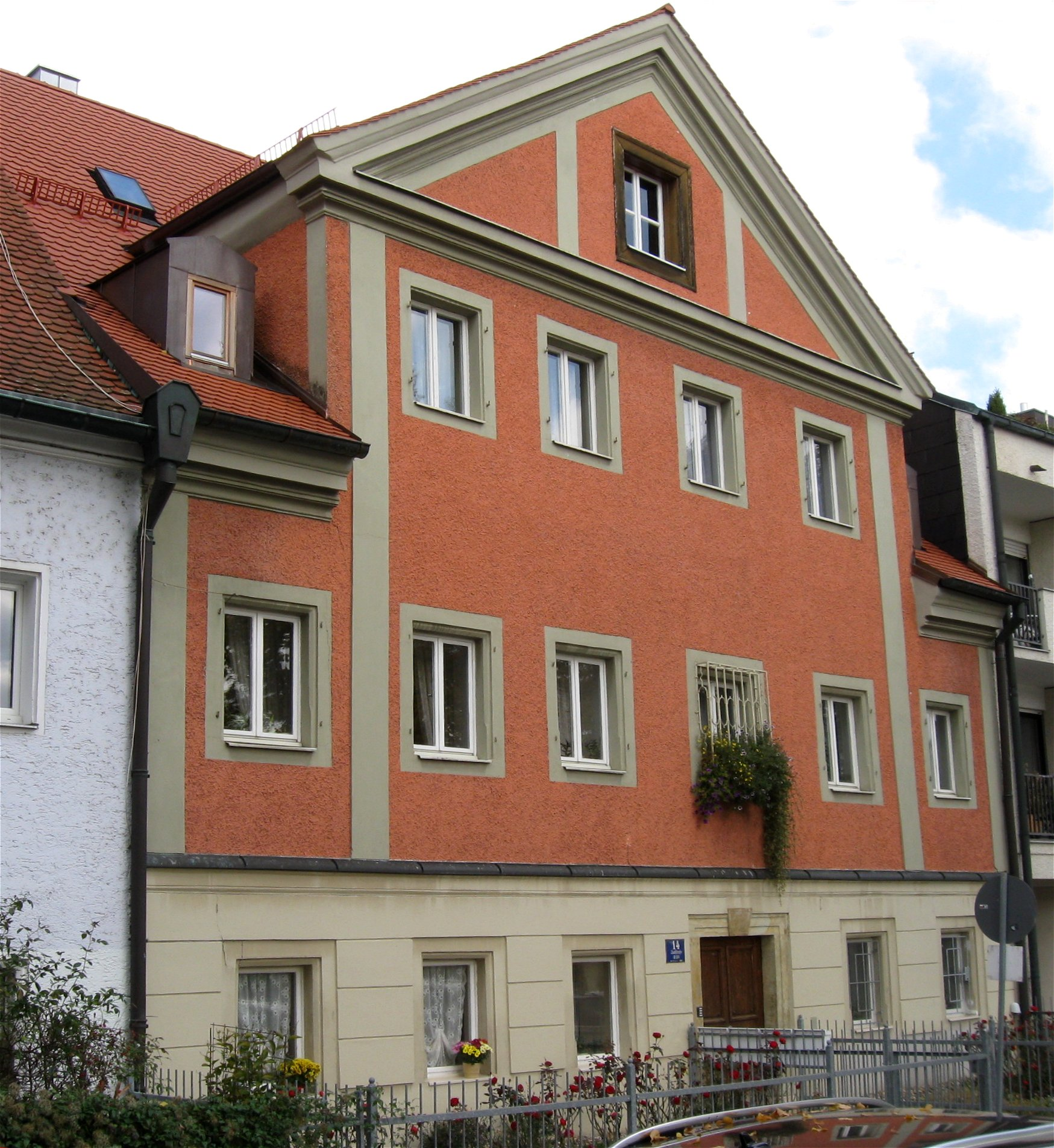
Ehemaliges Schiffsmeisterhaus Badstr. 14

- Schon 1654 ließ der Rat der Stadt Regensburg eine dreireihige Baumallee anlegen, die noch im 18. und 19. Jahrhundert von Besuchern der Stadt wegen der wasserreichen Umgebung und wegen der Blicke auf die nördlichen Hügel der Stadt immer wieder überschwänglich gelobt wurde, auch wenn die Eisstöße 1784 und 1789 viele Bäume entwurzelten.
- Auch heute noch ist der Obere Wöhrd, eingestuft als Wasserschutzgebiet, ein viel genutztes Erholungs- und Ausflugsgebiet mit Freibad und großem Sportplatz. Die seit mehreren Jahren bestehende, unpassende Nutzung als Liegeplatz für Motorboote muss Ende 2021 eingestellt werden.
- Auf dem Oberen Wöhrd finden sich fast 30 denkmalgeschützte Gebäude, darunter ehemalige Gartenhäuser, Fischer- und Schifferhäuser, die heute als Gast- oder Wohnhäuser genutzt werden. Es gibt auch zwei große Biergärten mit Blick auf die Altstadt von Regensburg.

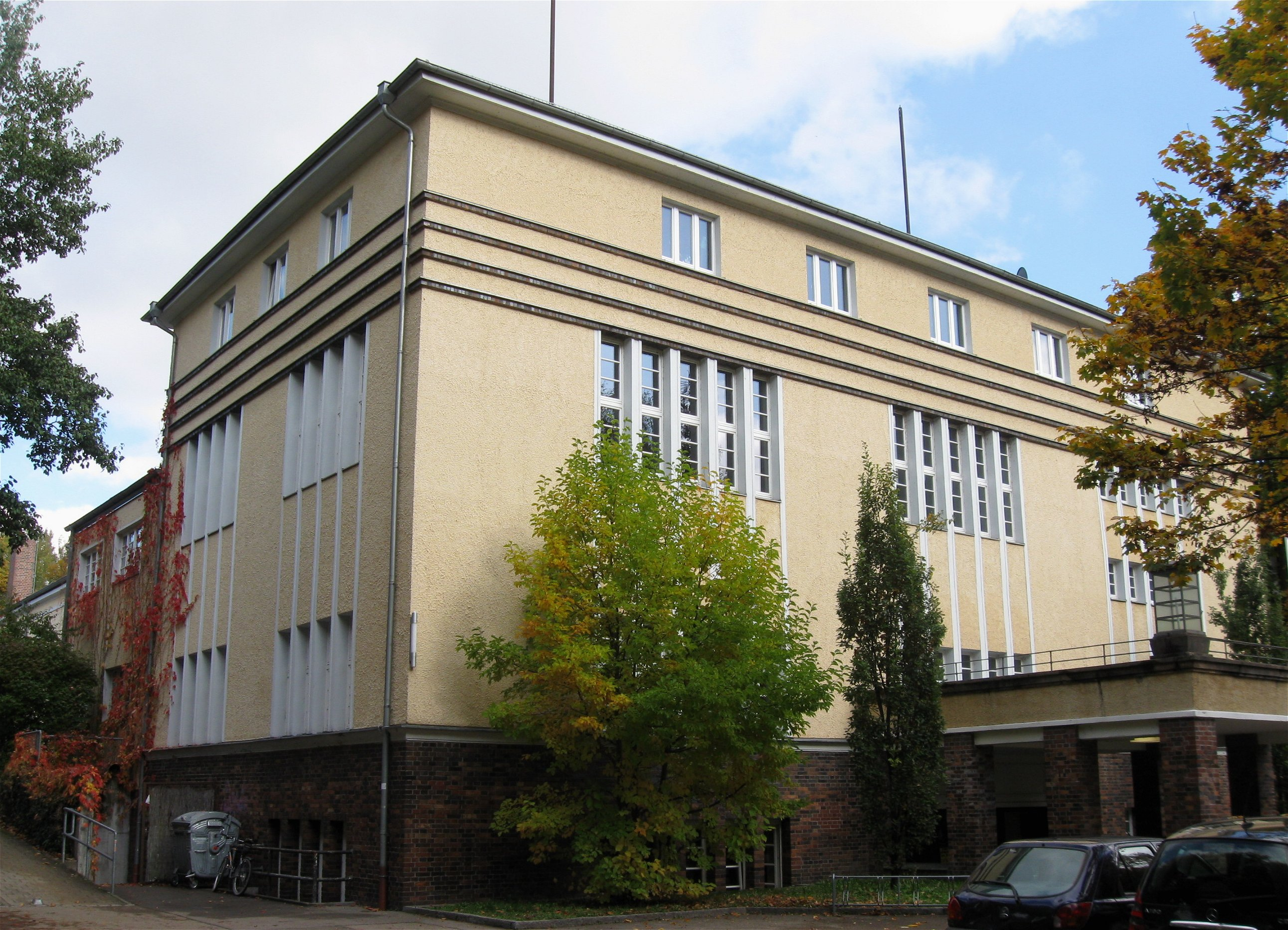
Halle der Regensburger Turnerschaft

- Villa Lauser (Lieblstraße 2). Klassizistische Villa, erbaut 1795 vom Thurn-und-Taxis-Baudirektor Joseph Sorg für Georg Friedrich von Dittmer, der zugleich auch das Thon-Dittmer-Palais erbauen ließ.
- Turn- und Festhalle der Regensburger Turnerschaft (Schopperplatz 6), erbaut 1929/30 von Albert Reiß im Stil der Neuen Sachlichkeit. Die Halle war als Multifunktionshalle geplant und hat diese Funktion von Beginn an ausgefüllt. Im Zweiten Weltkrieg diente das Gebäude als Getreidelager, Lazarett und als Standort der Verwaltung der amerikanischen Besatzungstruppen. In der Nachkriegszeit war die Halle Austragungsort für Turn-, Sport-, Musik- und häufig auch für  Wahlkampfveranstaltungen. Nach dem Donau-Hochwasser von 1988 und der Dachabdeckung durch einen Sturm 1990 kam die sanierungsbedürftige Halle in die Trägerschaft der Stadt Regensburg und wurde 1996/97 saniert. Heute ist die als Baudenkmal (D-3-62-000-1534) eingestufte Halle immer noch sehr beliebt und dient als Trainingshalle für den Judo-, Box- und Tanzsport, als Ort für Verkaufs- und Marktveranstaltungen und wird auch  für Faschingsveranstaltungen und Schulfeste genutzt.[6]